# Hieracium cunctans
Hieracium cunctans es una especie de planta con flor del género Hieracium, de la familia Asteraceae, orden Asterales.

## Distribución
Hieracium cunctans se distribuye por Suecia.

## Taxonomía
Fue descrita científicamente por (Johanss. ex Dahlst.) Johanss. Fue publicada en Exsicc. (Hierac. Scand.).